# Herpetopoma barbieri
Herpetopoma barbieri là một loài ốc biển, là động vật thân mềm chân bụng sống ở biển thuộc họ Chilodontidae.